# Piper standleyi
Piper standleyi är en pepparväxtart som beskrevs av William Trelease. Piper standleyi ingår i släktet Piper och familjen pepparväxter. Inga underarter finns listade i Catalogue of Life.